# Middle Fork Willamette River
La rivière Middle Fork Willamette (Middle Fork Willamette River, littéralement « Bras central de la rivière Willamette ») est une rivière qui s’écoule dans l’Oregon à l’ouest des États-Unis. La rivière, qui est un affluent de la Rivière Willamette, draine une partie du versant occidental de la chaîne des Cascades au sud de la ville d’Eugene.

## Description
La rivière prend sa source au nord-est du comté de Douglas au sein de la chaîne des Cascades. Elle se dirige en général vers le nord au travers des Calapooya Mountains. Elle conflue finalement avec la Coast Fork Willamette River pour former à proprement parler la rivière Willamette.
Son affluent principal est la rivière North Fork Middle Fork (littéralement « Bras nord de la rivière Willamette »). Trois barrages forment sur son cours les réservoirs Hills Creek, Lookout Point et Dexter. 